# Pyrolys

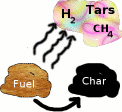
Pyrolys av ett fast bränsle resulterar i gasformiga komponenter och en fast återstod

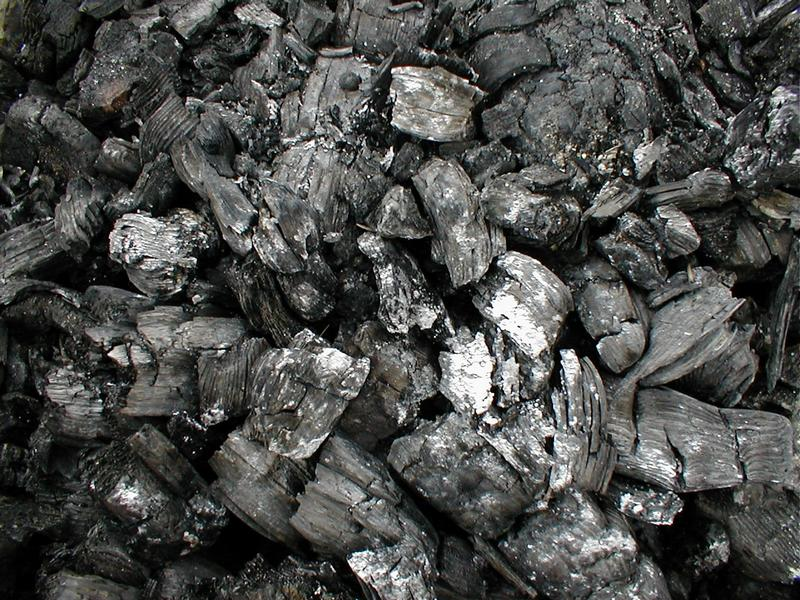
Träkol är den fasta återstod som blir kvar när ved pyrolyseras

Pyrolys eller torrdestillation är en process där ett ämne upphettas till en hög temperatur, vanligtvis omkring 500–1000°C, i en syrefri miljö, så att det sönderfaller utan att förbränning sker. Vid pyrolys avgår flyktiga ämnen i gasform, medan en återstod i fast eller flytande form blir kvar. Pyrolys är därför en form av termisk nedbrytning. Förkolning är ett exempel på pyrolys. Pyrolys skiljer sig från förgasning, en annan liknande process. Under förgasning tillsätts en kontrollerad mängd vattenånga och/eller syre, medan pyrolys sker utan syre.

## Beskrivning
Pyrolys bryter ner inkommande material och producerar många olika ämnen – flyktiga gaser, oljor i gasform som kan kondenseras och en fast återstod. De flyktiga gaser som avgår består främst av vattenånga, kolmonoxid, metan och andra lättare kolväten samt även tyngre organiska föreningar. De tyngre organiska föreningarna kan ofta kondenseras och brukar då kallas tjäror eller pyrolysoljor. Den fasta återstoden består av en hög viktandel kol och kallas ibland koks. Oftast kan alla dessa komponenter utnyttjas som bränslen eller råmaterial. De flyktiga gaserna kan brännas, medan pyrolysoljorna antingen kan brännas eller utnyttjas på annat sätt. Den fasta återstoden kan brännas eller utnyttjas i processer där rent kol används, till exempel metallurgiska processer.
Mängden av de olika faserna samt deras sammansättning bestäms vid pyrolysen av faktorer som inkommande material, temperatur, uppvärmningshastighet, tid, tryck.

## Pyrolys av olika ämnen

### Kol
Redan på 1700-talet användes pyrolys av kol för att tillverka koks, kolets fasta återstod efter pyrolys. Koksen innehöll en hög halt av grundämnet kol och användes i metallurgiska processer, där den ersatte träkol som tidigare använts. Koks används ännu idag för järnframställning. Under 1800-talet blev de flyktiga pyrolysgaserna intressanta, då pyrolys av kol användes då för tillverkning av stadsgas, en gas som användes för belysning eller matlagning. Genom upptäckten av stora mängder petroleum, som blev en relativt billig råvara, minskade dock intresset för tillverkning av bränslen i gas- eller vätskeform utgående från kol. Intresset har dock ökat på senare tid, på grund av den minskande tillgången på petroleum.

### Oljeskiffer
Oljeskiffer, en bergart i fast form, behandlas genom pyrolys varvid pyrolysoljorna används som en ersättning för råolja.

### Biomassa
Vid pyrolys av lövträ används den fasta återstoden, ofta kallad träkol, bland annat vid grillning. Vid pyrolys av trä från olika barrträd, oftast tall och en, är kolen ofta av sämre kvalitet. Däremot har trätjäran, pyrolysoljorna, använts under hundratals år för bland annat båt- och husbyggnad, samt ibland som brännolja. Tjäran framställdes tidigt i så kallade tjärdalar. Vid pyrolys av den grova barken från björk får man en olja som kallas ryssolja.
Gengas är ett bränsle som framställs genom pyrolys av trä och som bland annat användes som fordonsbränsle under andra världskriget.

### Plastpyrolys
Genom pyrolys av mjukplast vid temperatur på ca 350–380 °C sönderdelas plastens långa kolkedjor och lättare kolväten skapas; ju högre temperatur desto kortare kolkedjor. De erhållna kolvätena kan då användas som bränsle (bensin, flygfotogen och diesel) samt de tyngre oljorna kan användas som tung eldningsolja. För att öka utbytet av flytande bränsle kan katalysatorer användas, exempelvis zeoliter. Dessutom bildas det gas (metan, etan och propan) som kan användas för att driva processen eller delas upp och komprimeras. Efter pyrolysen liknar processen destillation av råolja. Att tillverka bränsle av plast går emot den gängse modellen att förbrukad plast skall bli ny plast, men vissa studier tyder på att det är mindre skadligt för miljön att göra bränsle av plast och göra ny plast av exempelvis råolja än att recirkulera plasten i ett kretslopp

## Pyrolys under andra processer
Pyrolys är ett stadium under många förbränningsprocesser av fasta bränslen såsom trä. Under pyrolysen avgår då flyktiga ämnen från bränslet och stoppar dess kontakt med syre. De flyktiga ämnena fattar sedan eld och processen fortsätter tills alla flyktiga ämnen har avgått. Den fasta återstoden, som består främst av kol, glöder när den förenas med luftens syre. .